# Milada Blažková
Milada Blažková (ur. 30 maja 1958 w Pradze) – czechosłowacka hokeistka na trawie, medalistka olimpijska.
Uczestniczka letnich igrzysk olimpijskich w Moskwie w 1980. Wystąpiła we wszystkich pięciu meczach turnieju. Czechosłowackie hokeistki w swoim jedynym występie olimpijskim zdobyły srebrny medal.
Reprezentowała Czechosłowację w 81 spotkaniach. W barwach klubu Bohemians Praga zdobywała mistrzostwo kraju w 1983 i 1984, w tym czasie była wybierana najlepszą czechosłowacką hokeistką na trawie.